# Jean Nanterre
Jean Nanterre, né Jean Weil le 30 août 1907 à Nanterre et mort le 13 novembre 1996 à Paris, est un militaire et résistant français, Compagnon de la Libération. Se ralliant à la France libre pendant la Seconde Guerre mondiale, il est affecté à la 2e division blindée avec laquelle il participe aux combats en Normandie, à Paris, en Alsace et en Allemagne.

## Biographie

### Jeunesse et engagement
Jean Weil naît le 30 août 1907 à Nanterre, d'un père négociant et commissionnaire pour le commerce extérieur. Devançant son appel national en 1926, il s'engage au 8e régiment de chasseurs à cheval puis est muté au 4e régiment de hussards. En novembre 1927, il est affecté au 16e régiment de dragons avant d'être rendu à la vie civile. Il devient alors fondé de pouvoir dans le monde bancaire.

### Seconde Guerre mondiale
Lors de la mobilisation de 1939, Jean Weil est affecté au 40e Groupe de reconnaissance de division d'infanterie et participe à la bataille de France où il se distingue au mois de mai en accomplissant de dangereuses missions de reconnaissance, puis en juin en se portant seul dans les lignes ennemies pour porter assistance à des soldats égarés. Démobilisé après l'armistice du 22 juin 1940 et refusant la défaite, il se fait appeler Jean Nanterre et cherche pendant deux ans à quitter la France. Finalement parvenu en Angleterre, il s'engage dans les forces françaises libres le 17 mai 1942 et, promu lieutenant, il est affecté à l'escadron mixte de la France libre qui devient ensuite la 3e compagnie de chars de combat. Embarqué en mars 1943 sur le paquebot Monarch of Bermuda, Jean Nanterre et sa compagnie accostent en Égypte le 5 mai suivant. Basée en Libye, la 3e compagnie de char fusionne avec la 1re compagnie autonome de chars de combat pour reformer le 501e régiment de chars de combat (501e RCC) au sein duquel Jean Nanterre est affecté au 4e escadron. En mai 1944, le régiment est déplacé en Angleterre puis, avec la 2e division blindée (2e DB) à laquelle il est subordonné, il débarque à Utah Beach le 2 août suivant.
Engagé dans la bataille de Normandie puis dans la Libération de Paris, Jean Nanterre suit l'avancée de la 2e DB vers la bataille des Vosges et la bataille d'Alsace. Le 2 décembre 1944, à Herbsheim, il est grièvement blessé par des éclats d'obus et est hospitalisé jusqu'au 7 mars 1945, date à laquelle il rejoint le 501e RCC stationné à ce moment dans le Cher,. Affecté à l'État-major du régiment en tant qu'officier de renseignements, il prend part à l'invasion de l'Allemagne et participe notamment à la prise de Berchtesgaden le 5 mai 1945. De retour en France en juin, il est promu capitaine avant d'être démobilisé.

### Après-Guerre
Après le conflit, Jean Nanterre fonde une entreprise d'import-export puis devient directeur d'un établissement métallurgique. Le 21 mai 1948, par jugement du tribunal civil de la Seine, Jean Nanterre est officiellement autorisé à utiliser le nom Nanterre, en substitution de Weil. Parallèlement à son activité professionnelle, il est membre et trésorier de la société d'entraide des Compagnon de la Libération.
Jean Nanterre meurt le 13 novembre 1996 à Paris et est inhumé au cimetière du Montparnasse,.

## Décorations
|  |  |  |  |  |  |
|  |  |  |  |  |  |

| Commandeur de la Légion d'honneur                             | Commandeur de la Légion d'honneur | Commandeur de la Légion d'honneur | Compagnon de la Libération Par décret du 13 juillet 1945 | Compagnon de la Libération Par décret du 13 juillet 1945 | Compagnon de la Libération Par décret du 13 juillet 1945 | Croix de guerre 1939-1945 Avec une étoile de vermeil et une étoile d'argent | Croix de guerre 1939-1945 Avec une étoile de vermeil et une étoile d'argent | Croix de guerre 1939-1945 Avec une étoile de vermeil et une étoile d'argent |
| Croix du combattant volontaire Avec agrafe "Guerre 1939-1945" |                                   |                                   |                                                          |                                                          |                                                          |                                                                             |                                                                             |                                                                             |